# NO STRINGS
『NO STRINGS』（ノー・ストリングス）は、1985年5月1日にファンハウスよりリリースされた稲垣潤一5枚目のスタジオ・アルバム。

## 解説
先行シングル「ブルージン・ピエロ」を収録。

## ボーナス・トラック
2002年の再発盤には、ボーナス・トラックとして「優しさが瞳にしみる」（「ブルージン・ピエロ」B面）収録。

## チャート成績
オリコンチャート3位を獲得した。

## 収録曲
全編曲：井上鑑（4.5以外）
1. Jの彼女
  - 作詞：秋元康　作曲：木戸やすひろ
2. The Rule of Love -Baby, take a chance on me-
  - 作詞：湯川れい子　作曲：崎谷健次郎
3. Mr. Blue
  - 作詞：さがらよしあき　作曲：日高富明
4. ブルージン・ピエロ
  - 作詞：安井かずみ　作曲：加藤和彦　編曲：萩田光雄
  - 8thシングル。
5. 愛は腕の中で
  - 作詞：秋元康　作曲：林哲司　編曲：松任谷正隆
6. JAJAUMA
  - 作詞：秋元康　作曲：筒美京平
7. 楽園伝説
  - 作詞：さがらよしあき　作曲：稲垣潤一
8. 時を止めた涙
  - 作詞：秋元康　作曲：筒美京平
9. Blue Flame
  - 作詞・作曲：井上鑑
10. 優しさが瞳にしみる
  - 作詞：売野雅勇　作曲：井上大輔
  - ※2002年の再発盤のみに収録